# نظام بعثرة المحتوى
نظام بعثرة المحتوى (بالإنجليزية: Content Scramble System)‏ أو اختصاراً (CSS) هو نظام إدارة الحقوق الرقمية (DRM) ونظام تشفير (encryption) المستخدم في تقريباً جميع أقراص الفيديو الـ دي في دي التجارية بغرض الحماية من النسخ الغير شرعي. إن نظام (CSS) يستخدم نظام تشفير مكون من خوارزمية حماية مستوى 40 بت, وقد تم تقديم هذا النظام لأول مرة في العام 1996 وتم العمل به لأول مرة في العام 1999.
هناك شقان للفائدة من نظام (CSS) :
- يمنع هذا النظام من القراءة على مستوى بايت إلى بايت في أقراص الديفيدي (DVD) نظام إم بي إي جي (MPEG) المنسوخة لأنه لا يوجد مفاتيح فك التشفير المخبأة في بعض نطاقات القرص (sector).
- يوفر سبباً للمصنعين لجعل الأجهزة المصنعة متوافقة مع معايير الصناعة التي تسيطر عليها، حيث أن نظام CSS لا يسمح بقراءة الأقراص المشفرة على أجهزة ديفيدي غير متوافقة معها، وإن أي شركة ترغب في صناعة الأجهزة المتوافقة يجب أن تحصل على ترخيص لذلك، والذي يحتوي على شرط أن ينفذ بقية نظام إدارة الحقوق الرقمية (رموز المنطقة، Macrovision، وحظر تشغيل المستخدم).

تم التحول من هذا النظام إلى أنظمة حماية أقوى مثل : AES, CPRM, (AACS, وهذه الأنظمة تستخدم حماية من مستوى 56 بت وحتى 128 بت.

## مصطلحات
- المصادقة (Authentication) : وهي عملية التعارف بين نظام التشفير وبين قارئ الأقراص.
- عنوان رئيسي (Title key) : يُستخدم لبعثرة وإلغاء بعثرة محتوى القرص، ويمكن ان يكون صورة أو ملف من نوع مختلف.
- مفتاح القرص (Disc key) : يُستخدم لإلغاء تشفير العنوان الرئيسي.
- مفتاح القراءة (Player key) : يُستخدم لإلغاء تشفير مفتاح القرص، وإن كل جهاز قارئ للديفيدي يحتوي على ما يقرب 400 مفتاح لقراءة الأقراص المحمية.

## وصلات خارجية
- إضافة حماية إلى قرص ديفيدي